# 彩虹湖莊園 (佛羅里達州)
彩虹湖莊園（英語：Rainbow Lakes Estates）是位於美國佛羅里達州馬里昂縣的一個非建制地區。該地的面積和人口皆未知。

## 地理
彩虹湖莊園的座標為29°08′45″N 82°29′58″W / 29.14583°N 82.49944°W，而該地的平均海拔高度為39米（即128英尺）。